# Fredrik Gabriel Hedberg
Pour les articles homonymes, voir Hedberg.
Fredrik Gabriel Hedberg (15 juillet 1811 - 19 août 1893) est un prêtre et vicaire luthérien finlandais. Il est un théologien néo-luthérien, une figure éminente du mouvement de renouveau évangélique finlandais et un chef de file du luthéranisme confessionnel en Finlande.

## Biographie

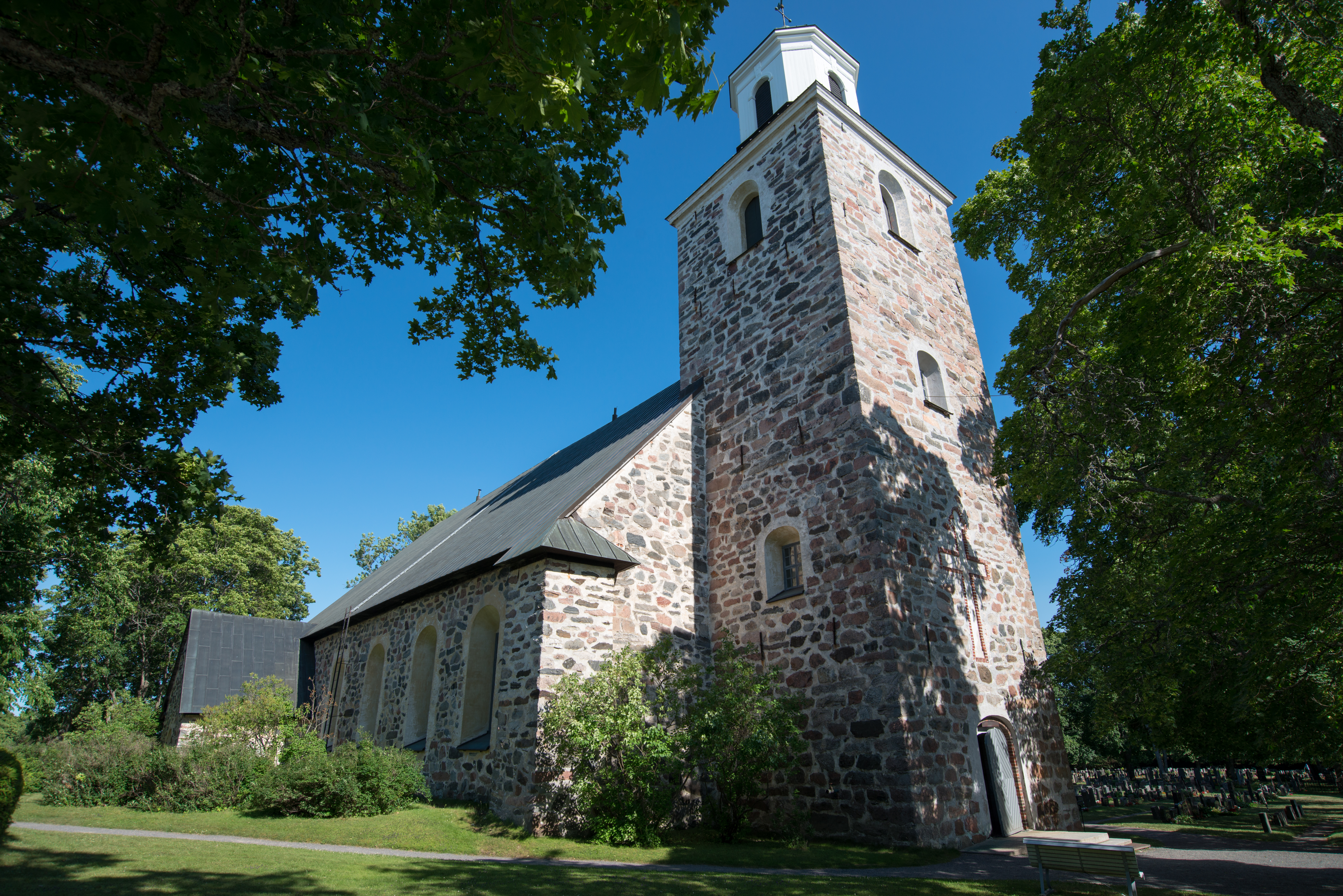
Église de Kimito

Fredrik Hedberg est né à Saloinen, qui fait maintenant partie de Raahe dans la région d'Ostrobotnie en Finlande occidentale. Son père est shérif et ses deux grands-pères ont été prêtres en Ostrobotnie. Hedberg obtient une maîtrise en philosophie et en théologie de l'Académie royale de Turku. Il est ordonné prêtre luthérien en 1834 et devient vicaire à Siuntio, puis à Lohja. A partir de 1836, il soutient le mouvement revivaliste piétiste dirigé par le fermier savonien et prédicateur laïc Paavo Ruotsalainen. Bientôt Hedberg devient l'un des leaders de ce mouvement dans le sud de la Finlande. Le chapitre diocésain rationaliste commence à ne pas apprécier l'activité de Hedberg à cause de son piétisme et il est transféré d'abord à Paimio en 1838 et de nouveau en 1840 comme aumônier de prison à Oulu. En 1842, il devient vicaire temporaire à Replot et en 1843 curé de la paroisse de Pöytyä. Il lance une publication éphémère et quelque peu polémique, Evangelisten, en 1849, mais sa publication est reprise par Anders Wiberg en 1851 et Per Palmqvist en est le rédacteur en chef jusqu'à sa fermeture à la fin de l'année. En 1853, il devient vicaire à Kaarina et en 1862 vicaire à l'église de Kimito à Kimito.
Peu à peu, Hedberg découvre le luthéranisme sans aucun « ordre de salut » à partir du postil de Martin Luther et abandonne le piétisme dont les livres d'Arndt et de Spener entre autres, qui ont autrefois été ses autorités spirituelles. Il commence à lire Martin Luther, Stephan Praetorius et le Livre de Concorde. Il écrit un commentaire de dévotion au 1er chapitre de l'épître aux Éphésiens, "La doctrine de la foi pour le salut" (trad. anglaise 1998), qui se concentre sur la justification par la foi seule, étant plein de joie à propos du salut. Hedberg se lance dans une controverse contre le piétisme, en utilisant les œuvres de Johann Gerhard, Andreas Gottlob Rudelbach, Johann Konrad Wilhelm Löhe (en), Gottfried Thomasius, Gottlieb Christoph Adolf von Harless et Catenhusen. Son principal écrit dans cette controverse est Pietism och Christendom (1845) où il critique Philipp Jacob Spener, Johann Jacob Rambach, Johann Philipp Fresenius, Anders Nohrborg et Henric Schartau (en). En 1855, Hedberg publie un livre contre l'enseignement des baptistes en réponse aux écrits d'Anders Wiberg.
Hedberg publie plusieurs journaux religieux pour ses lecteurs. Il continue à lire la théologie néo-luthérienne, Martin Luther et les catholiques évangéliques romains Martin Boos et Johannes Gossner. Il organise une collecte de fonds en guise de cadeau pour les vieux luthériens persécutés de Prusse. Toujours en Suède, il a de nombreux lecteurs associés à Carl Olof Rosenius, dont les frères pionniers baptistes Per Palmqvist (en) et Gustaf Palmquist (en). Son influence théologique est telle que l'Association évangélique luthérienne de Finlande est fondée en 1873 pour favoriser et maintenir le renouveau confessionnel luthérien en Finlande. Plus tard, Hedberg se concentre davantage sur les sacrements et sur l'union mystique avec le Christ. A Kimito, l'Eucharistie est célébrée tous les dimanches à l'époque de Hedberg. Comme célébrant, il porte aussi toujours la chasuble.
Hedberg est mort en 1893 à Kimito.

## Œuvres
- Varningsord i anledning af pietismen i Finland samt deraf föranledda söndringar (1841)
- Pietism och christendom (1845)
- Verklärans vederläggning och evangelii försvar I−III (1847−1851)
- Sändebref om Christus och församlingen (1850)
- F. G. Hedbergs bekännelse och evangelii försvar (1851)
- Den enda salighetens väg (1851)
- Väktare-rop eller andra sändebrefvet (1852)
- Ett ord i sinom tid (1855)
- Baptismens vederläggning och det heliga dopets försvar (1855)
- Inledning till vår kyrkas bekännelseskrifter (1879)

## Sources
- Wolfgang Amadeus Schmidt (1951) Fredrik Gabriel Hedberg : den evangeliska rörelsens i Finland grundare (Förbundet för Svenskt Församlingsarbete i Finland)
- Esa Santakari, Vanhan Hedbergin sakramenttimystiikka. Elevatis Oculis, studia mystica in honorem Seppo A. Teinonen. Annales de la Société finlandaise de missiologie et d'œcuménisme, 42, 1984. (ISBN 951-95206-7-8)